# Willy Böckl
Willy Böckl (n. 27 ianuarie 1893, Klagenfurt, Austria – d. 22 aprilie 1975, Klagenfurt, Austria) a fost un patinator artistic ce a reprezentat Austria, medaliat olimpic. A participat la două ediții ale Jocurilor Olimpice (1924, 1928) în care a câștigat două medalii de argint.